# Eduardo Adaro Magro
Eduardo Adaro Magro (anche Eduardo de Adaro Magro o Eduardo Adaro y Magro) (Gijón, 6 febbraio 1848 – Madrid, 27 marzo 1906) è stato un architetto spagnolo.

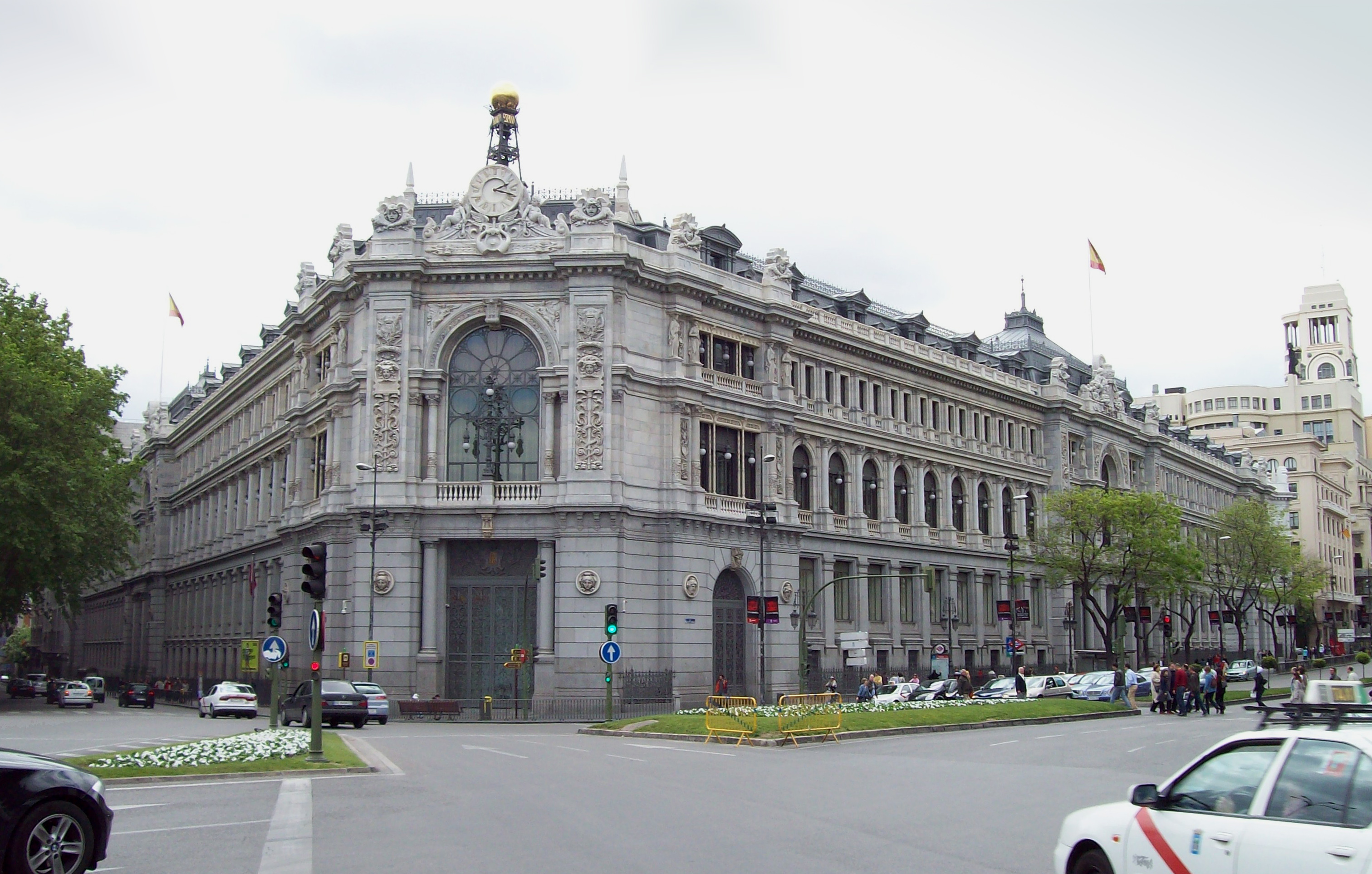
La sede del Banco de España a Madrid

Si laureò nel 1872 presso la Escuela de Arquitectura della Real Academia de Bellas Artes de San Fernando a Madrid. In seguito insegnò alla scuola di architettura contribuendo alla diffusione della architettura Beaux-Arts. 
Tra i suoi primi incarichi vi è quello di progettare insieme Tomás Aranguren il Cárcel Modelo de Madrid (carcere modello di Madrid) (1876).
La sua opera principale è l'edificio del Banco de España situato sul Paseo del Prado all'angolo con Plaza de Cibeles nella capitale spagnola e progettato insieme a Severiano Sainz de la Lastra. Inaugurato nel 1891 l'edificio è considerato uno degli esempi più importanti dell'eclettismo spagnolo del XIX secolo.